# Siły Zbrojne Rzeczypospolitej Polskiej w przededniu wejścia Polski do NATO
Siły Zbrojne Rzeczypospolitej Polskiej w przededniu wejścia Rzeczypospolitej Polskiej do Organizacji Traktatu Północnoatlantyckiego – struktura organizacyjna SZ RP w drugiej połowie lat 90 XX wieku.

## Wojska Lądowe

### Pomorski Okręg Wojskowy
- 2 Pomorska Dywizja Zmechanizowana im. gen Jana Henryka Dąbrowskiego – Szczecinek
  - 2 Brygada Zmechanizowana Legionów im. marszałka Józefa Piłsudskiego – Wałcz
  - 13 Brygada Zmechanizowana – Czarne
  - 12 Brygada Kawalerii Pancernej – Złocieniec
  - 30 Pomorski Pułk Artylerii Mieszanej – Stargard Szczeciński
  - 2 Zachodniopomorski Pułk Przeciwlotniczy – Rogowo
  - 2 batalion dowodzenia – Szczecinek
  - 2 Stargardzki batalion saperów – Stargard Szczeciński
  - 45 batalion medyczny – Stargard Szczeciński
  - 2 batalion remontowy – Czame
- 12 Szczecińska Dywizja Zmechanizowana im. Bolesława Krzywoustego – Szczecin
  - 12 Brygada Zmechanizowana im. gen. broni Józefa Hallera – Szczecin
  - 29 Szczecińska Brygada Zmechanizowana im. króla Stefana Batorego[1]
  - 6 Brygada Kawalerii Pancernej – Stargard Szczeciński
  - 2 Pułk Artylerii Mieszanej Legionów im. króla Władysława IV – Szczecin
  - 3 Pułk Przeciwlotniczy – Szczecin
  - 12 batalion rozpoznawczy – Szczecin
  - 12 batalion dowodzenia – Szczecin
  - 17 batalion saperów wielkopolskich im gen dyw Tadeusza Kutrzeby – Szczecin
- 16 Pomorska Dywizja Zmechanizowana im. króla Kazimierza Jagiellończyka – Elbląg
  - 14 Brygada Zmechanizowana im. Bohaterów Westerplatte – Elbląg
  - 16 Pomorsko-Warmińska Brygada Zmechanizowana im. hetmana wielkiego koronnego Stanisława Koniecpolskiego – Morąg
  - 9 Brygada Kawalerii Pancernej im. króla Stefana Batorego – Braniewo
  - 16 Pomorski Pułk Artylerii – Braniewo
  - 16 Morąski Pułk Artylerii Przeciwpancernej im. gen Krzysztofa Arciszewskiego
  - 13 Elbląski Pułk Artylerii Przeciwlotniczej
  - 18 Pomorski batalion rozpoznawczy – Elbląg
  - 16 batalion dowodzenia – Elbląg
  - 16 Tczewski batalion saperów – Tczew
- 8 Bałtycka Dywizja Obrony Wybrzeża im. Bartosza Głowackiego – Koszalin
  - 7 Pomorska Brygada Zmechanizowana im. gen Stanisława Grzmot-Skotnickiego – Słupsk
  - 8 Kołobrzeska Brygada Zmechanizowana[1]
  - (3)36 Brygada Pancerna – Trzebiatów
  - 4 Kołobrzeski Pułk Artylerii Mieszanej im. gen Wincentego Aksamitowskiego
  - 8 Koszaliński Pułk Przeciwlotniczy
  - 8 Lęborski batalion rozpoznawczy
  - 8 batalion dowodzenia – Koszalin
  - 19 batalion saperów Ziemi Lęborskiej
  - 8 batalion remontowy – Kołobrzeg
  - 8 batalion zaopatrzenia – Koszalin
- 1 Gdańska Brygada Obrony Terytorialnej im gen. Józefa Wybickiego
- 6 Toruńska Brygada Artylerii im gen. Józefa Bema
- 2 Pomorski Pułk Rakiet im. hetmana Jana Zamoyskiego – Choszczno
- 5 Brygada Saperów im gen. Ignacego Prądzyńskiego – Szczecin
- 55 Pułk Przeciwlotniczy – Szczecin
- 4 Bydgoski Pułk Dowodzenia POW
- 4 Brodnicki Pułk Przeciwchemiczny im. Ignacego Mościckiego
- 3 Włocławski Pułk Pontonowy im. gen Karola Sierakowskiego
- 2 Inowrocławski Pułk Komunikacyjny im. gen Jakuba Jasińskiego
- 2 Brygada Łączności – Wałcz

### Śląski Okręg Wojskowy
- 4 Lubuska Dywizja Zmechanizowana im. Jana Kilińskiego – Krosno Odrzańskie
  - 4 Gorzowska Brygada Zmechanizowana – Gorzów Wlkp.
  - 17 Wielkopolska Brygada Zmechanizowana im. gen. broni Józefa Dowbora-Muśnickiego – Międzyrzecz
  - 15 Wielkopolska Brygada Kawalerii Pancernej im. gen. broni Władysława Andersa – Wędrzyn
  - 5 Pułk Artylerii – Sulechów
  - 5 Kresowy batalion saperów – Krosno Odrzańskie
  - 4 batalion remontowy – Krosno Odrzańskie
- 5 Kresowa Dywizja Zmechanizowana im. króla Bolesława Chrobrego – Gubin
  - 13 Pułk Zmechanizowany – Kożuchów
  - 73 Pułk Zmechanizowany Ułanów Karpackich – Gubin
  - 13 Kostrzyński Pułk Artylerii
  - 5 Kresowy Pułk Artylerii Przeciwlotniczej – Gubin
  - 6 Kresowy batalion rozpoznawczy im gen Józefa Hallera – Gubin
  - 14 batalion saperów – Kostrzyn
- 10 Sudecka Dywizja Zmechanizowana – Opole
  - 10 Opolska Brygada Zmechanizowana im. płk. Piotra Wysockiego – Opole
  - 5 Brygada Pancerna „Skorpion” – Opole
  - 22 Karpacka Brygada Piechoty Górskiej - Nysa
  - 10 Śląski Pułk Artylerii Mieszanej im. kadeta Zygmunta Kuczyńskiego – Kędzierzyn-Koźle
  - 18 Karkonoski Pułk Przeciwlotniczy – Jelenia Góra
  - 5 batalion rozpoznawczy im. Jana Nepomucena Umińskiego – Opole
  - 10 batalion dowodzenia – Opole
- 11 Dywizja Kawalerii Pancernej im. króla Jana III Sobieskiego – Żagań
  - 11 Brygada Zmechanizowana im. hetmana wielkiego koronnego Stanisława Żółkiewskiego[1] - Żary
  - 10 Brygada Kawalerii Pancernej – Świętoszów
  - 34 Brygada Kawalerii Pancernej – Żagań
  - 11 Pułk Artylerii im. gen dyw Stanisława Kopańskiego – Żary
  - 20 Pułk Artylerii Przeciwpancernej – Żary
  - 11 Bolesławiecki Pułk Artylerii Przeciwlotniczej
  - 10 Rozpoznawczy batalion strzelców konnych – Żagań
  - 11 batalion saperów – Żary
  - 11 batalion zaopatrzenia – Żagań
  - 11 batalion remontowy – Żary
- 5 Brygada Artylerii Armat – Głogów
- 23 Śląska Brygada Artylerii – Zgorzelec
- 3 Pułk Rakiet im. Stefana Batorego – Biedrusko
- 61 Skwierzyńska Brygada Przeciwlotnicza
- 4 Brygada Saperów – Gorzów Wielkopolski
- 1 Brzeska Brygada Saperów im gen Tadeusza Kościuszki – Brzeg
- 69 Leszczyński Pułk Artylerii Przeciwlotniczej im. gen dyw Stefana Grota-Roweckiego
- 10 Wrocławski Pułk Dowodzenia
- 14 Strzegomski Pułk Radioliniowo-Kablowy
- 1 Pułk Przeciwchemiczny – Zgorzelec
- 17 Gnieźnieński Pułk Artylerii Przeciwpancernej im. króla Bolesława Chrobrego
- 15 Sieradzka Brygada Radioliniowo-Kablowa

### Warszawski Okręg Wojskowy
- 1 Warszawska Dywizja Zmechanizowana im. Tadeusza Kościuszki – Legionowo
  - 9 Podlaska Brygada Zmechanizowana im. gen. broni Władysława Sikorskiego – Siedlce
  - 18 Białostocka Brygada Zmechanizowana im. Rydza-Śmigłego – Białystok
  - 1 Warszawska Brygada Pancerna im. Tadeusza Kościuszki – Wesoła
  - 1 Ciechanowski Pułk Artylerii Mieszanej im. Marszałka Józefa Piłsudskiego
  - 1 Modliński Pułk Przeciwlotniczy
  - 1 Siedlecki Batalion Rozpoznawczy
  - 1 Legionowski Batalion Dowodzenia
  - 1 Pułtuski Batalion Saperów
- 15 Warmińsko-Mazurska Dywizja Zmechanizowana im. króla Władysława Jagiełły – Olsztyn
  - 15 Giżycka Brygada Zmechanizowana im. Zawiszy Czarnego – Giżycko
  - 20 Bartoszycka Brygada Zmechanizowana im. hetmana Wincentego Gosiewskiego
  - 4 Suwalska Brygada Kawalerii Pancernej im. gen bryg Zygmunta Podhorskiego – Orzysz
  - 14 Suwalski Pułk Artylerii Przeciwpancernej im. Marszałka Józefa Piłsudskiego – Suwałki
  - 9 Bartoszycki Pułk Artylerii
  - 15 Gołdapski Pułk Przeciwlotniczy
  - 3 Mazurski Batalion Rozpoznawczy im płk. Jana Kozietulskiego – Giżycko
  - 15 Olsztyński Batalion Dowodzenia
- 25 Dywizja Kawalerii Powietrznej im. księcia Józefa Poniatowskiego – Łódź
  - 7 Pułk Ułanów Lubelskich im. gen. Kazimierza Sosnkowskiego – Tomaszów Mazowiecki
- 1 Mazurska Brygada Artylerii im gen. Józefa Bema – Węgorzewo
- 2 Mazowiecka Brygada Saperów – Kazuń Nowy
- 9 Pułk Dowodzenia WOW – Białobrzegi
- 12 Pułk Radioliniowo-Kablowy Ziemi Świeckiej – Świecie nad Wisłą
- 1 Pułk Drogowo-Mostowy im. Romualda Traugutta – Dęblin

### Krakowski Okręg Wojskowy
- 3 Brygada Zmechanizowana Legionów im. Romualda Traugutta – Lublin
- 14 Brygada Pancerna Ziemi Przemyskiej im. Hetmana Jana Karola Chodkiewicza – Przemyśl
- 21 Brygada Strzelców Podhalańskich im. gen. bryg. Mieczysława Boruty-Spiechowicza – Rzeszów
- 6 Brygada Desantowo-Szturmowa im. gen. bryg. Stanisława Franciszka Sosabowskiego – Kraków
- 5 Pułk Dowodzenia im. gen. dyw. Stanisława Hallera

Inne jednostki
- Warszawski Pułk Ochrony
- 2 Pułk Radioelektroniczny
- 4 Giżycki Pułk Zakłóceń Radiolokacyjnych
- 5 Zgierski Pułk Radiotechniczny
- 9 Warmiński Pułk Radioelektroniczny – Lidzbark Warmiński
- 10 Warszawski Pułk Samochodowy im. mjr Stefana Starzyńskiego
- 12 Małopolski Pułk Komunikacyjny Ziemi Niżańskiej – Nisko
- 1 Pułk Specjalny Komandosów – Lubliniec
- 2 Hrubieszowski Pułk Rozpoznawczy im. mjr. Henryka Dobrzańskiego „Hubala”

## Wojska Lotnicze i Obrony Powietrznej
- 2 Dywizja Lotnictwa Myśliwsko-Bombowego – Piła
- 3 Dywizja Lotnictwa Myśliwsko-Bombowego[2] – Świdwin
  - 8 Pułk Lotnictwa Myśliwsko Bombowego[3] – Mirosławiec
  - 40 Pułk Lotnictwa Myśliwsko Bombowego[3] – Świdwin
  - 86 batalion łączności[2] – Świdwin
  - 47 PWL[3] – Świdwin
  - 28 RWNS[3] – Świdwin
- 1 Brygada Rakietowa Obrony Powietrznej – Bytom
- 3 Brygada Rakietowa Obrony Powietrznej – Warszawa
- 4 Gdyńska Brygada Rakietowa Obrony Powietrznej

Pułki i eskadry
- 1 Pułk Lotnictwa Myśliwskiego „Warszawa” im gen. pil. Stefana Pawlikowskiego – Mińsk Mazowiecki
- 3 Pułk Lotnictwa Myśliwskiego „Poznań”
- 6 Pułk Lotnictwa Myśliwsko-Bombowego – Piła
- 7 Pułk Lotnictwa Bombowo-Rozpoznawczego – Powidz
- 9 Pułk Lotnictwa Myśliwskiego – Zegrze Pomorskie
- 10 Pułk Lotnictwa Myśliwskiego – Łask
- 11 Pułk Lotnictwa Myśliwskiego im płk. pil Bolesława Orlińskiego – Wrocław
- 13 Pułk Lotnictwa Transportowego im ppłk pil Stanisława Skarżyńskiego – Kraków
- 28 Słupski Pułk Lotnictwa Myśliwskiego – Słupsk
- 32 Pułk Lotnictwa Rozpoznania Taktycznego – Sochaczew
- 36 Specjalny Pułk Lotnictwa Transportowego – Warszawa
- 41 Pułk Lotnictwa Myśliwskiego – Malbork
- 47 Szkolny Pułk Śmigłowców – Nowe Miasto nad Pilicą
- 49 Pułk Śmigłowców Bojowych – Pruszcz Gdański
- 56 Pułk Śmigłowców Bojowych – Inowrocław
- 58 Lotniczy Pułk Szkolny – Dęblin
- 60 Lotniczy Pułk Szkolny – Radom
- 61 Lotniczy Pułk Szkolno-Bojowy – Biała Podlaska
- 19 Lotnicza Eskadra Holownicza – Słupsk
- 23 Lotnicza Eskadra Szkolna im. por. nawig. Jana Dzieńkowskiego – Dęblin
- 45 Lotnicza Eskadra Doświadczalna – Modlin
- 78 Pułk Rakietowy Obrony Powietrznej – Mrzeżyno
- 79 Poznański Samodzielny Pułk Rakietowy Obrony Powietrznej
- 3 Pułk Zakłóceń Radioelektronicznych – Lidzbark Warmiński
- 6 Pułk Łączności – Śrem
- 8 Pułk Zabezpieczenia – Poznań

## Marynarka Wojenna
- 3 Flotylla Okrętów im. komandora Bolesława Romanowskiego – Gdynia
- 1 Dywizjon Okrętów Rakietowych (typu OSA I) – Gdynia
- 2 Dywizjon Okrętów Rakietowych – Gdynia
- 11 Dywizjon Ścigaczy – Hel
- 13 Dywizjon Trałowców – Hel
- Dywizjon Okrętów Podwodnych – Gdynia